# Misère au Borinage
Misère au Borinage, també coneguda com Borinage, és un documental belga del 1934 dirigida per Henri Storck i Joris Ivens. Produïda durant la Gran Depressió, el tema de la pel·lícula és intensament socialista, que cobreix les males condicions de vida dels treballadors, en particular els de les mines de carbó, a la regió de Borinage de la província de Hainaut a Bèlgica. Es considera una obra clàssica del cinema polític i ha estat descrit com "una de les referències més importants del gènere documental".

## Gènesi deMisère au Borinage
Quan Henri Storck va tornar a Bèlgica de la seva estada a França on havia treballat com a ajudant de Jean Grémillon i com a ajudant i actor de Jean Vigo, les vagues acabaven de colpejar el Borinage. Denis Marion, André Thirifays i Pierre Vermeylen, organitzadors del Club de l'Écran (avantpassat de la Cinémathèque royale de Belgique que van fundar uns quants anys més tard) demanen al cineasta que codirigís amb Joris Ivens una pel·lícula compromesa sobre les difícils condicions de vida del proletariat local. La pel·lícula va estar prohibida durant molt de temps i, com passa amb Histoire du soldat inconnu (dirigida per Storck un any abans), només se li va donar un sistema de so trenta anys després.

## Desenvolupament
Misère au Borinage es va rodar en blanc i negre i és una pel·lícula muda amb intertítols en francès i en neerlandès. S'obre amb una targeta de títol, que porta el lema: "Crisi al món capitalista. Les fàbriques estan tancades, abandonades. Milions de proletaris tenen gana!" i mostra imatges de la repressió d'una vaga de 1933 a Ambridge (Pennsylvania) als Estats Units. A continuació, la pel·lícula es trasllada a Borinage, una regió industrial a la província de Hainaut de Bèlgica, durant i després de la vaga general de 1932. La majoria de la pel·lícula se centra en la difícil situació dels miners de carbó de Borinage que han estat desallotjats de les seves cases i s'han quedat a l'atur després de la seva participació en la vaga. També mostra les males condicions de vida dels miners i de les seves famílies. La pel·lícula argumenta que la vaga podria estar justificada per les males condicions en què vivien els treballadors belgues.
La pel·lícula es va fer en el context de la Gran Depressió i es va estrenar a Brussel·les el març de 1934. Segons Robert Stallaerts, el treball de Storck com a director de Misère au Borinage va justificar la seva condició de "pare del cinema való" tot i que en realitat era flamenc.
L'any 2000 es va fer un nou documental sobre el Borinage com a homenatge a Storck: "Les Enfants du Borinage - Lettre à Henri Storck".

## Realitat i ficció
A la pel·lícula, els dos autors havien organitzat, amb extres locals, una manifestació de miners que marxaven darrere d'un retrat de Karl Marx. La gendarmeria va prendre aquesta escena del cinema per a una autèntica manifestació i va intervenir per dispersar-la, que també filma la càmera de Storck i Ivens. Walter Benjamin va escriure aleshores a L'obra d'art en l'era de la seva reproductibilitat tècnica
| « | De la mateixa manera, gràcies les notícies filmades, qualsevol transeünt té l'oportunitat de convertir-se en figura en una pel·lícula. Fins i tot pot aparèixer així en una obra d'art: penseu en les Tres cançons sobre Lenin de Dziga Vertov o en el Borinage de Joris Ivens. Avui dia tothom pot reivindicar legítimament que ha estat filmat. | » |